# Terentius Maximus
Terentius Maximus – pretendent do tronu rzymskiego, podający się za cudownie ocalałego cesarza Nerona.
Pojawił się w prowincji Azja za panowania cesarza Tytusa (79–81 n.e.). Przypominał Nerona z wyglądu, a także podobnie jak on śpiewał i grał na lirze. Zdołał zgromadzić wokół siebie pewną liczbę zwolenników, z którymi podjął marsz na wschód. Po dotarciu do Eufratu został jednak zmuszony do ucieczki na tereny znajdujące się pod kontrolą Partów. Zyskał tam poparcie króla Artabanusa III, który zamierzał udzielić mu zbrojnego wsparcia. Gdy jego prawdziwa tożsamość wyszła na jaw, został stracony.